# Taurus PT57
 (avril 2021).
Si vous disposez d'ouvrages ou d'articles de référence ou si vous connaissez des sites web de qualité traitant du thème abordé ici, merci de compléter l'article en donnant les références utiles à sa vérifiabilité et en les liant à la section « Notes et références ».
 (avril 2021).
La mise en forme du texte ne suit pas les recommandations de Wikipédia : il faut le « wikifier ».
Les points d'amélioration suivants sont les cas les plus fréquents :
- Les titres sont pré-formatés par le logiciel. Ils ne sont ni en capitales, ni en gras.
- Le texte ne doit pas être écrit en capitales (les noms de famille non plus), ni en gras, ni en italique, ni en « petit »…
- Le gras n'est utilisé que pour surligner le titre de l'article dans l'introduction, une seule fois.
- L'italique est rarement utilisé : mots en langue étrangère, titres d'œuvres, noms de bateaux, etc.
- Les citations ne sont pas en italique mais en corps de texte normal. Elles sont entourées par des guillemets français : « et ».
- Les listes à puces sont à éviter, des paragraphes rédigés étant largement préférés. Les tableaux sont à réserver à la présentation de données structurées (résultats, etc.).
- Les appels de note de bas de page (petits chiffres en exposant, introduits par l'outil «  Source ») sont à placer entre la fin de phrase et le point final[comme ça].
- Les liens internes (vers d'autres articles de Wikipédia) sont à choisir avec parcimonie. Créez des liens vers des articles approfondissant le sujet. Les termes génériques sans rapport avec le sujet sont à éviter, ainsi que les répétitions de liens vers un même terme.
- Les liens externes sont à placer uniquement dans une section « Liens externes », à la fin de l'article. Ces liens sont à choisir avec parcimonie suivant les règles définies. Si un lien sert de source à l'article, son insertion dans le texte est à faire par les notes de bas de page.
- La présentation des références doit suivre les conventions bibliographiques. Il est recommandé d'utiliser les modèles {{Ouvrage}}, {{Chapitre}}, {{Article}}, {{Lien web}} et/ou {{Bibliographie}}. Le mode d'édition visuel peut mettre en forme automatiquement les références.
- Insérer une infobox (cadre d'informations à droite) n'est pas obligatoire pour parachever la mise en page.

Pour une aide détaillée, merci de consulter Aide:Wikification.
Si vous pensez que ces points ont été résolus, vous pouvez retirer ce bandeau et améliorer la mise en forme d'un autre article.

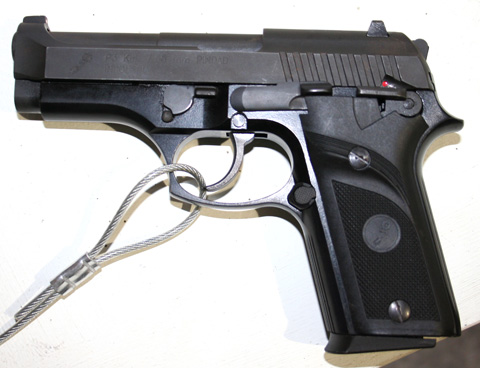
Le Pindad P3 est le Taurus PT57SC compact est fabriqué en Indonésie.

La série des pistolets semi-automatiques à carcasse moyenne Taurus PT57 (ou PT-57) de moyen calibre (7,65 mm) dérive du Taurus PT92 produit la firme Forjas Taurus de Porto Alegre (Brésil) 

## Technique
Ce PA fonctionne grâce à une platine à simple ou double action. Son levier de sûreté ambidextre est placé sur la carcasse. Lorsque l'arme n'est pas armée on monte la sécurité vers le haut pour bloquer la détente. En position centrale l'arme est prête à tirer. La position basse sert à désarmer le chien. Lorsque l'arme est en position armée, si on enclenche la sécurité vers le bas, celle-ci désarme le chien pour ensuite retourner en position centrale prête à tirer (mais ce sera en double action pour le premier tir). De même, les premières versions ont leur poussoir de chargeur à la base de la crosse avant d'être déplacé derrière la branche horizontale du pontet. Enfin la visée est fixe sauf sur le PT-57S AMF doté d'une hausse micrométrique réglable.

## Évolution
Cette série de PA a été lancée par Forjas Taurus de Porto Alegre (Brésil) en 1982 avec les modèles PT-57S (S pour versio standard) tirant du 7,65 mm Browning accessible aux citoyen brésilien à la différence du 9 mm Luger tiré par le Taurus PT-92. Une version améliorée et dotée d'une hausse réglable désignée PT-57S AMF apparaît en 1984. En 1987, Taurus commercialisa le PT5-7SC ayant  un canon de 102 mm contre 117 mm pour les versions précédentes mais surtout un chargeur amputé de 3 coups.

## Spécifications
- Calibre : 7,65 mm
- Munition : .32 ACP
- Encombrement  de l'arme vide (Longueur/masse) :
  - PT-57S : 19,4 cm/900 g
  - PT-57SC : 17,9 cm/800 g
- Capacité : 15+1 (PT-57S) puis 12+1 cartouches ((PT-57SC)

## Diffusion
Le Taurus PT-57 est très populaire en Amérique latine où sa munition est accessible aux citoyens désireux d’acquérir une arme de poing pour leur défense personnelle. Il en va de même au Canada, dans l'UE et aux USA. En France, le PT-57 SC était réservé au marché des polices municipales. Enfin la Police indonesienne utilise le PT57SC sous la forme du Pindad P3 fabriqué sous licence.

## Les Taurus PT57 dans la culture populaire
Cette famille PA est souvent utilisée dans des films et des séries télévisées brésiliennes. C'est aussi le cas  des fictions  étrangères tournées au Brésil comme le film d'aventures français Le Jaguar dans lequel  le gangster Kumare (Danny Trejo) est armé d'un PT-57 S.

## Sources
Cette notice est issue de la lecture des revues spécialisées de langue française suivantes :
- Cibles (Fr)
- Action Guns  (Fr)
- Pro Sécurité (Fr)